# 亚当·索布查克
亚当·索布查克（波蘭語：Adam Sobczak，1989年12月14日—），波兰男子赛艇运动员。他曾代表波兰参加保加利亚普罗夫迪夫举行的2012年世界赛艇锦标赛，获得男子轻量级四人双桨金牌。